# Hasso Lieber

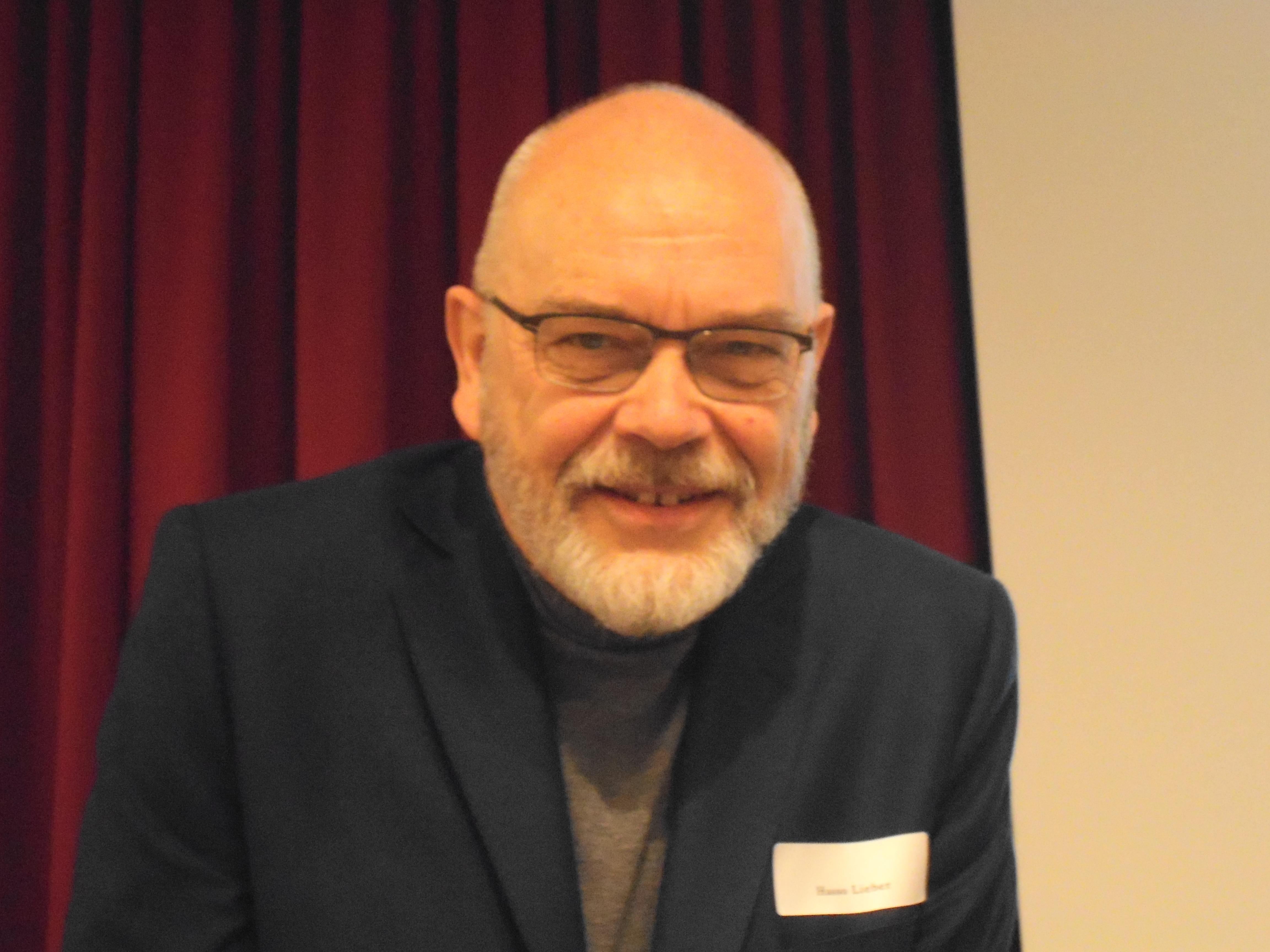
Hasso Lieber, Düsseldorf 2016

Hasso Lieber (* 12. Mai 1946 in Witten) ist ein deutscher Jurist.

## Werdegang

### Ausbildung
Lieber besuchte von 1952 bis 1966 Grundschule und Gymnasium im Wittener Stadtteil Heven bzw. in Herdecke und erlangte dort das Abitur. Anschließend leistete er bis 1968 Grundwehrdienst bei der Bundeswehr. Als Jungsozialist unterbrach er 1969 zusammen mit Aktiven des Republikanischen Clubs Witten einen evangelischen Weihnachtsgottesdienst, um für Frieden zu werben und auf den Vietnamkrieg aufmerksam zu machen. Von 1968 bis 1973 studierte Lieber Rechtswissenschaften an der Ruhr-Universität Bochum und legte im Dezember 1973 das Erste Juristische Staatsexamen ab. 1974 bis 1976 erfolgte das Referendariat. Im September 1976 legte Lieber auch das Zweite Juristische Staatsexamen ab.

### Beruf
Zwischen 1976 und 1979 war Lieber Richter auf Probe beim Landgericht Bochum. Von 1979 bis 1987 war er Richter am Amtsgericht Bochum. Im März 1987 erfolgte die Abordnung an das Oberlandesgericht Hamm. Von 1989 bis 1990 erfolgte eine Abordnung an die SPD-Fraktion im Landtag Nordrhein-Westfalen. Anschließend war Lieber als Mitarbeiter für die Landtagsfraktion der SPD Brandenburg tätig, danach im Ministerium des Innern, unter anderem als Büroleiter des damaligen Innenministers Alwin Ziel (SPD), als Geschäftsführer der Innenministerkonferenz, Leiter der Abteilungen für kommunale Angelegenheiten sowie Verfassungs- und Verwaltungsrecht. Danach leitete er den Verfassungsschutz Brandenburg. Nach der Landtagswahl in Brandenburg 1999 wurde er als politischer Beamter in den einstweiligen Ruhestand versetzt und war anschließend Mitarbeiter des Sozialministeriums Mecklenburg-Vorpommern unter Helmut Holter (PDS). Von 2000 bis 2007 arbeitete Lieber als Rechtsanwalt. Er war von 2007 bis 2011 Justizstaatssekretär des Landes Berlin.
Seit Januar 2012 ist Lieber wieder als Rechtsanwalt tätig. Er ist außerdem Lehrbeauftragter an der Hochschule für Wirtschaft und Recht Berlin.

## Engagement für ehrenamtliche Richter
Hasso Lieber war Vorsitzender des Bundesverbandes ehrenamtlicher Richterinnen und Richter von 1993 bis 2017. Er war  Redakteur der Mitgliederzeitschrift des DVS „Richter ohne Robe“. Er war auch Präsident des European Network of Associations of Lay Judges.

## SPD
Lieber ist Mitglied der Sozialdemokratischen Partei Deutschlands (SPD). Er vertrat Thilo Sarrazin in dessen ersten SPD-Parteiausschlussverfahren.

## Schriften (Auswahl)
- Verfassung des Landes Brandenburg. Kommentar. Kommunal- und Schul-Verlag, Wiesbaden 2012, ISBN 978-3-8293-0950-9, S. 734.
- „Lass dir vom Richter nicht imponieren ...“. Informationen zum Strafrecht – nicht nur für Schöffen. pad, Dortmund 1986, ISBN 3-88515-052-2, S. 100.